# Arkadiusz Dzielawski
Arkadiusz Dzielawski (ur. 1967 w Częstochowie) – polski artysta malarz, przedstawiciel realizmu magicznego, fotografik i projektant.

## Życiorys
Wychował się i tworzy w Częstochowie, gdzie ukończył Liceum Plastyczne, a następnie kierunek Wychowanie Plastyczne w Wyższej Szkole Pedagogicznej, uzyskując dyplom z wyróżnieniem w pracowni profesora Jerzego Filipa Sztuki. W roku 1993 zdobył stypendium artystyczne Prezydenta Miasta Częstochowy. Jego obrazy znajdują się w kolekcjach w Polsce i za granicą.

## Wystawy indywidualne
- 2015 – XIV Edition “Bliźniemu Swemu” 2015 / 2016
- 2016 – Surrealizm i realizm magiczny, Dom Aukcyjny Desa Unicum, Warszawa
- 2017 – Muzeum Monet, Częstochowa
- 2017 – XV Biennale „Bliźniemu Swemu” – Zachęta Narodowa Galeria Sztuki, Warszawa
- 2017 – Solo Exhibition – Ośrodek Promocji Kultury Gaude Mater, Częstochowa
- 2017 – XV Biennale „Bliźniemu Swemu” – Muzeum Miejskie Wrocławia, Wrocław
- 2018 – XV Biennale „Bliźniemu Swemu” – Ratusz, Muzeum Gdańska, Gdańsk
- 2018 – XV Biennale „Bliźniemu Swemu” – Galeria Sztuki Współczesnej BWA Katowice
- 2018 – XV Biennale „Bliźniemu Swemu” – Filharmonia Podkarpacka, Rzeszów
- 2018 – XIV Plener ISD Huta Częstochowa, Muzeum Częstochowskie Ratusz
- 2018 – „In search of beauty” – Muzeum im. Jacka Malczewskiego, Radom
- 2018 – „Spotkania artystyczne” – ZPAP Okręg Częstochowski, Częstochowa
- 2018 – Solo Exhibition – Wieża Sztuki, Kielce
- 2019 – Solo Exhibition – Jazz Club Atelier, Nowy Sącz
- 2019 – Solo Exhibition – Folwark Stera Winiarnia, Mszana Dolna
- 2019 – XV Plener ISD Huta Częstochowa „Nowe pokolenia” Ratusz Muzeum Częstochowskie
- 2019 – Art Expo “Targira”, winner of Grand Prix, Świebodzice
- 2019 – “Magical Dreams V” – Bator Art Gallery, Szczyrk
- 2019 – Art Festival „Realizm, a zmysły mami” – OPK Gaude Mater, Częstochowa
- 2019 – Art Festival „Realizm, a zmysły mami” – Muzeum Częstochowskie
- 2020 – Art Festival „Realizm, a zmysły mami” – RTZSP – Konduktorownia, Częstochowa
- 2020 – “Magical Dreams V” – Centrum Promocji Kultury Praga Południe, Warszawa
- 2020 – „Percepcja Koła” – Ratusz Starego Miasta w Gdańsku, Gdańsk
- 2020 – “Magical Dreams V” – Centrum Kultury Browar B, Włocławek
- 2020 – „Percepcja Koła” – Galeria Sztuki Współczesnej, Kołobrzeg

Źródło: Art Éclat – Where Dreams Become Art.